# ネパール共産党マルクス・レーニン主義派
ネパール共産党マルクス・レーニン主義派（ネパールきょうさんとうマルクス・レーニンしゅぎは）は、ネパールの政党。

## 第1期
1978年、全ネパール共産主義者革命的調整委員会（マルクス・レーニン主義）によって設立された。このグループは1971年5月、C.P.マイナリらが起こしたジャパ郡の武装蜂起の生き残りが中心であった。設立総会は1978年12月26日から翌年1月1日にかけて開催された。
略称はCPN（ML）。初代の総書記にはC.P.マイナリが就任した。CPN（ML）はインド共産党マルクス・レーニン派（CPI(ML)）から影響を受けた。ネパールと国境を接するビハール州で有力だったCPI（ML）のヴィノド・ミシュラ派と連携を取り、体制に対して武装闘争を行った。CPN（ML）は急速にネパールにおける主要な共産主義勢力として浮上した。
出版物としては「階級闘争」と「解放戦線」を出した。1982年、大きな変化が起きた。武装闘争をやめ、大衆民主主義的闘争を採用したのだ。マイナリは総書記の地位を追われ、ジャラ・ナート・カナールが取って代わった。1986年、穏健派のマダン・クマール・バンダリが総書記に選出され、「複数政党制共産主義」が党の方針となった。
1990年、統一左翼戦線に参加し、民主化運動（ジャナ・アンドラン）で主導的役割を果たす。そしてこのことが、1991年にネパール共産党マルクス主義派と合同しネパール共産党統一マルクス・レーニン主義派（統一共産党）の結成につながる。

## 第2期
1998年3月5日、統一共産党からネパール共産党マルクス・レーニン主義派が分派する。議長にはサハーナ・プラダン、総書記にバム・デーブ・ガウタムが就任した。統一共産党では、マダン・バンダリの不可解な死のあと、権力闘争が生じた。ガウタムとプラダンは国民民主党との戦術的連携を唱えたが、総書記のマーダブ・クマール・ネパールは反対した。
さらに、このグループはインドとの間で結ばれたマハカリ川条約に反対した。
CPN（ML）にはカトマンズ盆地の党員の過半数と、統一共産党の国会議員の約半数が参加した。その年の9月から12月にかけてG.P.コイララ政権に参加した。しかし、1999年の選挙では6.4%の得票を得ながら、一議席も確保できなかった。共産党の分裂はネパール会議派を一方的に利した。CPN(UML)とCPN(ML)を合わせた得票数は会議派を上回っていたのである。2002年1月、CPN（ML）は3人からなる委員会を設け、CPN（UML）との合同の交渉に当たった。2002年2月15日、マルクスレーニン派は、統一共産党と合同する。

## 第3期
しかし、主要メンバーの中でC.P.マイナリは統一共産党に戻らず、「ネパール共産党マルクス・レーニン主義」を維持し続けた。統一左翼戦線のメンバーとして2006年の民主化運動（ロクタントラ・アンドラン）に参加した。
2008年の制憲議会選挙では比例代表区で8名を当選させている。